# Peyrusse-Massas
Peyrusse-Massas är en kommun i departementet Gers i regionen Occitanien i sydvästra Frankrike. Kommunen ligger i kantonen Jegun som tillhör arrondissementet Auch. År 2022 hade Peyrusse-Massas 114 invånare.

## Befolkningsutveckling
Antalet invånare i kommunen Peyrusse-Massas
Referens:INSEE